# 霍爾茨巴赫河 (埃姆舍爾河支流)
51°33′1.29″N 7°7′28.22″E / 51.5503583°N 7.1245056°E

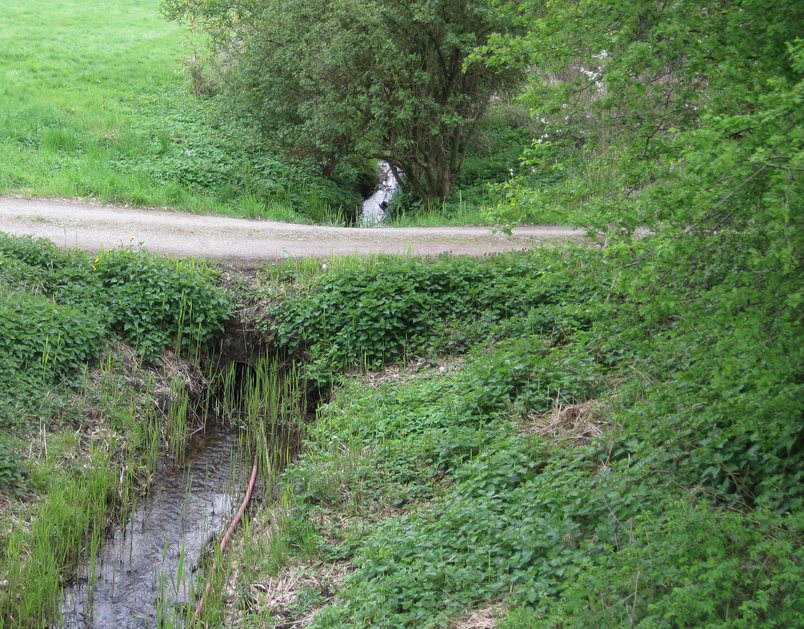

霍爾茨巴赫河（德語：Holzbach），是德國的河流，位於該國西部，處於北萊茵-威斯特法倫州，屬於埃姆舍爾河的右支流，河道全長7.4公里，流域面積30平方公里。